# 11 юни
11 юни е 162-рият ден в годината според григорианския календар (163-ти през високосна). Остават 203 дни до края на годината.

## Събития
- 1496 г. – Завършва второто пътешествие на Христофор Колумб през Атлантическия океан.
- 1580 г. – Испанските конкистадори основават Буенос Айрес.
- 1770 г. – Английският мореплавател Джеймс Кук открива Големия бариерен риф край Австралия.

- 1895 г. – Създадено първото Българско икономическо дружество.
- 1901 г. – Нова Зеландия анексира островите Кук.
- 1937 г. – Голямата чистка: По нареждане на Йосиф Сталин в Съветския съюз са екзекутирани осем високопоставени военни, осъдени по измислени обвинения в антисъветска дейност.
- 1940 г. – Втората световна война: Британските сили бомбардират Генуа и Торино в Италия.
- 1940 г. – Втората световна война: Проведена е първата атака на италианските въздушни сили на остров Малта.
- 1942 г. – Втората световна война: САЩ решават да окажат материална помощ на СССР чрез договора „Заем-Наем“.
- 1975 г. – Приета е конституцията на Република Гърция.
- 1985 г. – Спускаемият модул на съветския космически апарат Вега 1 изследва атмосферата и повърхността на Венера.
- 1987 г. – Маргарет Тачър е избрана за трети пореден път за министър-председател на Великобритания.
- 2001 г. – Силвио Берлускони встъпва повторно в премиерска длъжност.
- 2002 г. – Симеон Сакскобургготски е избран за Член на академията за науки на най-стария университет в света – Болонския университет.
- 2004 г. – По време на мисията на Касини-Хюйгенс орбиталният модул Касини прави първите близки наблюдения на спътника на СатурнФеба.
- 2010 г. – В Република Южна Африка започва Световно първенство по футбол 2010, което е първото Световно футболно първенство в африканска държава.

## Родени
- 1456 г. – Ан Невил, кралица на Англия († 1485 г.)
- 1572 г. – Бен Джонсън, английски ренесансов поет, драматург и актьор († 1637 г.)
- 1704 г. – Карлош Сейшаш, португалски композитор († 1742 г.)
- 1776 г. – Джон Констабъл, английски художник († 1837 г.)
- 1811 г. – Висарион Белински, руски литературен критик († 1848 г.)
- 1850 г. – Павел Плеве, руски офицер († 1916 г.)
- 1857 г. – Антони Грабовски, полски химик и есперантист († 1921 г.)
- 1864 г. – Рихард Щраус, немски композитор († 1949 г.)
- 1867 г. – Шарл Фабри, френски физик († 1945 г.)
- 1878 г. – Янка Каневчева, българска революционерка († 1920 г.)
- 1885 г. – Николай Булганин, съветски политически и военен деец († 1975 г.)
- 1899 г. – Ясунари Кавабата, японски писател, Нобелов лауреат през 1968 г. († 1972 г.)
- 1910 г. – Жак-Ив Кусто, френски изследовател († 1997 г.)
- 1915 г. – Крум Милев, български футболист и треньор († 2000 г.)
- 1922 г. – Михалис Какоянис, гръцки сценарист и режисьор († 2011 г.)
- 1930 г. – Христо Топузанов, български режисьор († 2006 г.)
- 1937 г. – Робин Уорън, австрийски патолог, Нобелов лауреат
- 1939 г. – Джеки Стюърт, шотландски пилот от Формула 1
- 1943 г. – Константин Джонев, български дипломат, публицист и писател
- 1943 г. – Младен Киселов, български театрален режисьор († 2012 г.)
- 1949 г. – Петко Маринов, български състезател и треньор по баскетбол
- 1949 г. – Том Прайс, британски пилот от Ф1 († 1977 г.)
- 1951 г. – Игор Чипев, български издател
- 1959 г. – Хю Лори, британски актьор
- 1964 г. – Жан Алези, френски пилот от Формула 1
- 1964 г. – Петър Попйорданов, българският театрален и филмов актьор († 2013 г.)
- 1968 г. – Брайън Перо, канадски фентъзи писател
- 1968 г. – Иван Начев, български политолог
- 1972 г. – Мариян Димитров, състезател по кану-каяк
- 1973 г. – Ализан Яхова, български политик и икономист
- 1975 г. – Веселина Петракиева, български журналист
- 1983 г. – Мария Калинова, българска поетеса
- 1984 г. – Вагнер Лав, бразилски футболист
- 1988 г. – Клеър Холт, австралийска актриса
- 1990 г. – Кристоф Льометр, френски лекоатлет
- 1992 г. – Давиде Дзапакоста, италиански футболист
- 1997 г. – Унай Симон, испански футболист
- 1999 г. – Кай Хаверц, немски футболист

## Починали
- 1216 г. – Хенрих Фландърски, император на Латинската империя (* 1174 г.)
- 1557 г. – Жуау III, крал на Португалия (* 1502 г.)
- 1843 г. – Пьотр Витгенщайн, руски граф (* 1769 г.)
- 1845 г. – Карл Юлиус Перлеб, германски ботаник (* 1794 г.)
- 1858 г. – Клеменс фон Метерних, австрийски политик (* 1773 г.)
- 1903 г. – Александър Обренович, крал на Сърбия (* 1876 г.)
- 1903 г. – Николай Бугаев, руски математик (* 1837 г.)
- 1925 г. – Порфирий Стаматов, руски юрист (* 1840 г.)
- 1927 г. – Янко Стоянчов, български политик (* 1881 г.)
- 1934 г. – Георг Гродек, немски психоаналитик (* 1866 г.)
- 1934 г. – Лев Виготски, руски психолог (* 1896 г.)
- 1936 г. – Робърт Хауърд, американски писател (* 1906 г.)
- 1937 г. – Йероним Уборевич, руски офицер (* 1896 г.)
- 1942 г. – Херберт Баум, еврейски комунист (* 1912 г.)
- 1947 г. – Джеймс У. Шулц, американски писател (* 1859 г.)
- 1956 г. – Корадо Алваро, италиански писател (* 1895 г.)
- 1960 г. – Павел Атанасов, български фолклорист (* 1867 г.)
- 1963 г. – Иван Групчев, български революционер (* 1874 г.)
- 1967 г. – Волфганг Кьолер, немски психолог (* 1887 г.)
- 1970 г. – Александър Керенски, руски революционер (* 1881 г.)
- 1972 г. – Йо Боние, шведски автомобилен състезател (* 1930 г.)
- 1979 г. – Джон Уейн, американски актьор (* 1907 г.)
- 1982 г. – Анатолий Солоницин, руски актьор (* 1934 г.)
- 1987 г. – Крум Григоров, български писател (* 1909 г.)
- 1999 г. – ДеФорест Кели, американски актьор (* 1920 г.)
- 2000 г. – Милчо Лалков, български историк (* 1944 г.)
- 2005 г. – Гена Димитрова, българска певица (* 1941 г.)
- 2011 г. – Ангел Заберски, български композитор, оркестратор, вокален педагог (* 1931 г.)
- 2012 г. – Теофило Стивенсон, кубински боксьор (* 1952 г.)
- 2013 г. – Робърт Фогел, американски икономист, носител на Нобелова награда (* 1926 г.)
- 2016 г. – Кристина Грими, американска певица (* 1994 г.)
- 2019 г. – Христо Куличев, български духовник, евангелски пастир (* 1930 г.)

## Празници
- Православната църква чества Св. апостоли Вартоломей и Варнава. Св. Богородица „Достойно естъ“. Св. Лука Симферополски
- Празник на икономистите в България (Отбелязва се от 2005 г. с решение на МС по повод 110 г. от създаването (1895) на първото българско икономическо дружество в България, преименувано през 1990 г. в Съюз на икономисите в България)